# Seven Swans
Seven Swans је четврти студијски албум америчког музичара Суфјана Стивенса, објављен 2004. године.
Албумом доминирају песме религиозних тема.